# Charles Gillispie
Charles Coulston Gillispie (* 6. August 1918 in Harrisburg, Pennsylvania; † 6. Oktober 2015 in Princeton, New Jersey) war ein US-amerikanischer Wissenschaftshistoriker. Sein Hauptarbeitsgebiet war die Entwicklung des französischen Wissenschaftssystems im späten 18. und frühen 19. Jahrhundert.
Während seiner akademischen Karriere wirkte er an der Princeton University sowie der École des hautes études en sciences sociales (EHESS) in Paris.

## Wissenschaftlicher Werdegang
Gillispie wuchs in Bethlehem (Pennsylvania) auf und studierte an der Wesleyan University (Abschluss 1940). Von 1946 bis 1947 lehrte er Geschichte als Teaching Fellow und Tutor an der Harvard University, wo er 1949 promoviert wurde. Ab 1947 lehrte er an der Princeton University; dort war er von 1947 bis 1950 als „Instructor in History“ tätig, von 1950 bis 1956 hatte er eine Assistenzprofessur für Geschichte, um dann bis 1959 als Associate Professor of History tätig zu werden. Von 1959 bis 1987 war er Professor für Wissenschaftsgeschichte (und Gründer eines entsprechenden Programms innerhalb der Historischen Fakultät) an der Princeton University (Dayton-Stockton-Professor for the History of Science). Zudem war er 1980 bis 1982 und 1985 bis 1987 Directeur d’Etudes Associé an der École des Hautes Études en Sciences Sociales in Paris.
Gillispie ist bekannt als Herausgeber des monumentalen, vielbändigen, 1970 bis 1980 erschienenen Dictionary of Scientific Biography (Charles Scribners, New York). Aus seinem Beitrag zu diesem Dictionary entstand auch seine Biographie von Pierre Simon de Laplace. Er schrieb daneben vor allem über französische Wissenschaftsgeschichte. Er gab unter anderem die Graphiken der französischen Enzyklopädie zu Handel und Industrie von Denis Diderot und anderen heraus und beschäftigte sich mit Napoleons Ägypten-Expedition, wobei er den Bericht der Expedition neu herausgab.
1963 wurde Gillispie in die American Academy of Arts and Sciences und 1972 in die American Philosophical Society gewählt. 1986 wurde er korrespondierendes Mitglied (Fellow) der British Academy. 1984 erhielt er die George-Sarton-Medaille für Wissenschaftsgeschichte und 1986 die Koyré-Medaille. 1997 wurde ihm der Balzan-Preis verliehen „für den außerordentlichen Beitrag, den er mit seinen ideenreichen und inhaltlich präzisen Werken sowie der Herausgabe seines großen Nachschlagewerks zur Geschichte und Philosophie der Wissenschaften geleistet hat“.

## Schriften
- Genesis and Geology. A study of the relation of scientific thought, natural theology and social opinion in Great. Britain 1790–1850 (= Harvard Historical Studies. 58, ISSN 0073-053X). Harvard University Press, Cambridge MA u. a. 1951, (2nd printing. ebenda 1969; auch: (= Harper torchbooks. 51). Harper & Row, New York NY 1959).
- The edge of objectivity. An essay in the history of scientific ideas. Princeton University Press u. a., Princeton NJ u. a. 1960, (Reprint. ebenda 1990, ISBN 0-691-02350-6).
- Lazare Carnot Savant. A monograph treating Carnot’s scientific work. With facsimile reproduction of his unpublished writings on mechanics and on the calculus, and an essay concerning the latter by A. P. Youschkevitch. Princeton University Press, Princeton NJ 1971, ISBN 0-691-0-08082.
- Science and polity in France at the end of the old regime. Princeton University Press, Princeton NJ 1980, ISBN 0-691-08233-2 (er erhielt dafür den Pfizer Award der History of Science Society).
- The Montgolfier Brothers and the Invention of Aviation 1783–1784. With a word on the importance of ballooning for the science of heat and the art of building railroads. Princeton University Press, Princeton NJ u. a. 1983, ISBN 0-691-08321-5 (französische Ausgabe: Les frères Montgolfier et l’invention de l’aéronautique. Essai traduit de l’américain par Marc Rolland et Bernadette Hou. Actes Sud, Arles 1989, ISBN 2-86869-442-X).
- als Herausgeber: Dictionary of Scientific Biography. 16 Bände. Charles Scribner’s Sons, New York NY 1970–1980, ISBN 0-684-10114-9; Supplement II. Herausgegeben von Frederic Lawrence Holmes. 2 Bände. 1990, ISBN 0-684-16962-2 (ISBN der Gesamtausgabe).
- Pierre Simon de Laplace. 1749–1827. A Life in Exact Science. Princeton University Press, Princeton NJ u. a. 1997, ISBN 0-691-01185-0.
- Science and polity in France. The revolutionary and Napoleonic years. Princeton University Press, Princeton NJ u. a. 2004, ISBN 0-691-11541-9.
- Essays and reviews in history and history of science (= Transactions of the American Philosophical Society. 96, 5). American Philosophical Society, Philadelphia PA 2007, ISBN 978-0-87169-965-7.
- mit Raffaele Pisano: Lazare and Sadi Carnot. A scientific and filial relationship (= History of Mechanism and Machine Science. 13). Springer, Dordrecht u. a. 2013, ISBN 978-94-007-4143-0 (2. Auflage. (= History of Mechanism and Machine Science. 19). ebenda 2014, ISBN 978-94-017-8010-0).